# Robert Garrigus

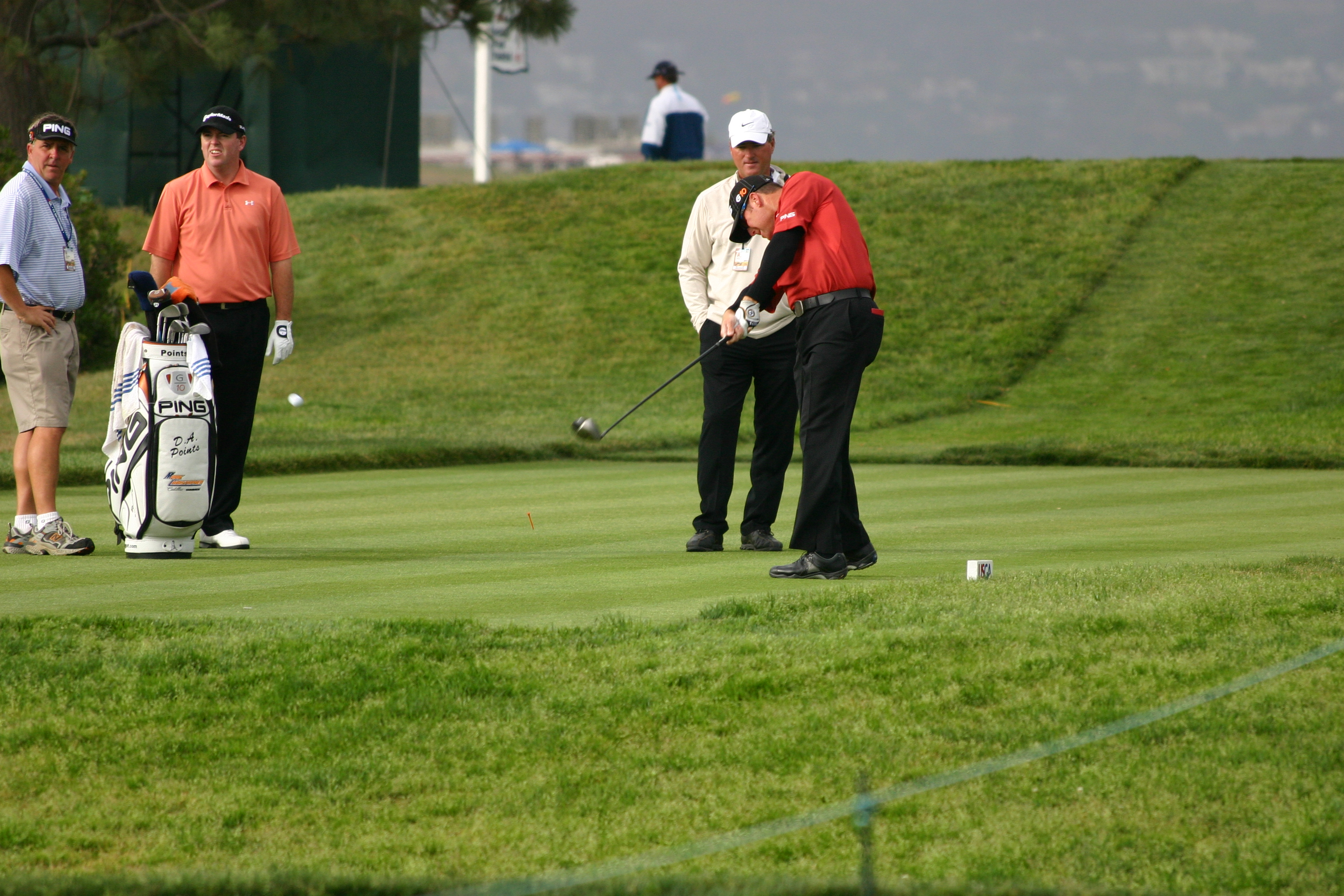
Garrigus op de US Open in 2008

Robert Garrigus (Nampa, 11 november 1977) is een golfprofessional uit de Verenigde Staten. Hij speelt op de Amerikaanse PGA Tour.
Robert Garrigus ging naar de Crescent Valley High School en in 1995 naar het Scottsdale Community College.

## Professional
Garrigus werd in 1997 professional en begon op de Hooters Tour. Daarna speelde hij in 2002, 2004 en 2005 op de Nationwide Tour. Hij heeft zich twee keer via de Tourschool voor de PGA Tour gekwalificeerd: in 2005 eindigde hij op de 9de en in 2006 op de 2de plaats. 
Volgens de PGA-Tour statistieken slaat hij de ballen het verst van de tee. Opvallend is ook de korte putter, die slechts 70 cm lang is, hetgeen minimaal 10 cm korter is dan normaal. Zijn theorie is dat hij dan meer voorover moet buigen en daardoor beter met zijn ogen boven de bal is. Hij speelt in 2011 voor de derde keer in het US Open.

### Voor- en tegenspoed in 2010
In Memphis speelde hij de FedEx St. Jude Classic en liep de 72ste tee op (lange par 4) met een drie slagen voorsprong. Zijn afslag ging links het water in. Hij dropte een bal, sloeg voor drie naar de green maar miste die links, waar de bal een boom raakte en rechtuit naar beneden viel. Pas voor vijf lag hij op de green en na twee puts had hij een 7 gemaakt. Hij kwam in een play-off met Lee Westwood en Robert Karlsson waarbij hij op de eerste hole afviel.
Vervolgens won hij het laatste toernooi van het seizoen, de Children's Miracle Network Classic, waarmee hij speelrecht kreeg tot eind 2012.

### Gewonnen
- PGA Tour 2010: Children's Miracle Network Classic in Orlando